# 本多鋼治
本多 鋼治（ほんだ こうじ、1893年（明治26年）12月15日 - 1964年（昭和39年）12月6日）は、日本の政治家。衆議院議員（1期）、愛知県会議員（4期）、愛知県議会議長（1期）などを務めた。
文芸評論家の本多秋五、陶芸研究家の本多静雄は弟。衆議院議員の伊藤よし子は義妹。

## 経歴
愛知県西加茂郡上郷村花本（現・豊田市花本町）に生まれる。父親の本多松三郎は上郷村長を務めた。挙母尋常高等小学校（現・豊田市立童子山小学校）卒業。1912年（明治45年）、京北中学校（現・東洋大学京北中学高等学校）卒業。
1927年（昭和2年）9月25日の愛知県会議員選挙に西加茂郡選挙区から立憲民政党公認候補として出馬し初当選した。3期目の任期中、選挙違反のかどで捕まり、未決勾留日数は178日に及んだ。1937年（昭和12年）12月21日に辞職。それから1939年（昭和14年）9月の県議選で返り咲いた。同年10月から1942年（昭和17年）5月まで県会議長を務めた。このほか西加茂郡農業会長、愛知県農業会副会長なども務めた。
1942年（昭和17年）4月30日に行われた第21回衆議院議員総選挙に翼賛政治体制協議会の推薦を受けて出馬し初当選した。
戦後、日本進歩党の結成に参加するが、1946年、公職追放となる。追放解除後の1953年の第26回衆議院議員総選挙に愛知4区から改進党公認で立候補したが落選した。
1959年（昭和34年）、一部の豊田市議会議員の後押しで翌年に任期満了を迎える豊田市長選挙への出馬の意向を表明。しかしトヨタ自動車労働組合をはじめとする組織層が現職の長坂貞一市長に推薦を決めたことなど客観情勢を考慮して、同年12月31日、出馬断念を明らかにした。同じ頃、本多の息子の本多秀治が支部長を務める日本社会党豊田支部は市長選対抗馬を模索していた。本多が出馬を断念したことから、本多の義妹の衆議院議員の伊藤よし子とともに長坂に推薦を申し入れ、1960年（昭和35年）1月16日、社会党の現職市長推薦が決定した。また自由民主党豊田支部も長坂を推薦することを決めた。市長選を約半月後に控えた1月28日、本多は意を翻して再度出馬の意向を表明。市長選は2月14日に行われ、長坂11,843票、本多10,580票で落選。敗れたものの、市名変更反対で戦った市民、青年会、婦人団体の支えは予想以上に大きかったことを示した。
1964年（昭和39年）2月の市長選に再び立候補。元トヨタ自動車従業員、前愛知県議会議員の佐藤保に敗れ、落選。
同年9月、市議会議員の梅田辰五郎、曽我善次郎、黒川伝重、光岡貞、古橋高治、羽根田八束、田口管次郎らが発起人となり、これに青年会、婦人団体のOB、OGが加わり、本多を慰めるための「七州会」が結成された。12月6日、本多は胃潰瘍のため加茂病院（現・豊田厚生病院）で息を引き取った。70歳没。